# Operacja Anthropoid (film)
Operacja Anthropoid (ang. Anthropoid) – film wojenno-historyczny z 2016 roku w reżyserii Seana Ellisa, zrealizowany w koprodukcji międzynarodowej.
Film opowiada o tytułowej akcji zbrojnej z okresu II wojny światowej, w ramach której dwóch podległych czechosłowackiemu rządowi emigracyjnemu w Londynie i przeszkolonych przez brytyjski Zarząd Operacji Specjalnych żołnierzy dokonało 27 maja 1942 roku w Pradze zamachu na protektora Czech i Moraw Reinharda Heydricha. 
Film został nakręcony w Pradze przy wsparciu Czeskiego Państwowego Funduszu Kinematografii. Jego premiera miała miejsce 1 lipca 2016 roku, podczas Międzynarodowego Festiwalu Filmowego w Karlowych Warach.

## Obsada
- Cillian Murphy – Jozef Gabčík
- Jamie Dornan – Jan Kubiš
- Charlotte Le Bon – Marie Kovárniková
- Anna Geislerová – Lenka Fafková
- Jan Budař – Josef Chalupský
- Václav Neužil – Josef Valčík
- Toby Jones – wujek Hajský
- Harry Lloyd – Adolf Opálka
- Sam Keeley – Josef Bublík
- Mish Boyko – Jan Hrubý
- Bill Milner – Vlastimil „Aťa” Moravec
- Detlef Bothe – Reinhard Heydrich
- Marcin Dorociński – Ladislav Vaněk
- Jiří Šimek – Karel Čurda
- Pavel Řezníček – pan Moravec
- Alena Mihulová – pani Moravec
- Roman Zach – Ojciec Petrek
- Andrej Polák – Jaroslav Švarc

## Nagrody i wyróżnienia
Film Operacja Anthropoid w 2017 roku był nominowany do Czeskich Lwów w 12 z 14 kategorii, w których był brany pod uwagę (jedynymi kategoriami, w których nie dostał nominacji były „najlepsza aktorka” i „najlepsza aktorka drugoplanowa”), jednak we wszystkich ostatecznie przegrał ze swoim największym konkurentem – filmem Masaryk. Produkcja Seana Ellisa zdobyła tylko pozaregulaminową nagrodę publiczności.